# Kirill Alekseevič Naryškin
Kirill Alekseevič Naryškin, in russo Кирилл Алексеевич Нарышкин? (1670 – 1723), è stato un politico russo.

## Biografia
Era il figlio di Aleksej Fomič Naryškin. Partecipò alla Campagna d'Azov (1695-1696) e fu quartiermastro generale della marina. Nel 1702 partecipò all'assedio di Nöteborg.
Ricoprì la carica di capo comandante di Pskov e Dorpat (1704-1710). In seguito ricoprì la carica di primo comandante di San Pietroburgo (1710-1716) e di Governatore di Mosca.
Nel 1718 era tra i giudici che firmarono la condanna a morte dello zarevic Aleksej.

## Matrimoni

### Primo Matrimonio
Sposò in prime nozze Feodora Stepanovna (?-1695), di origine sconosciuta. Non ebbero figli.

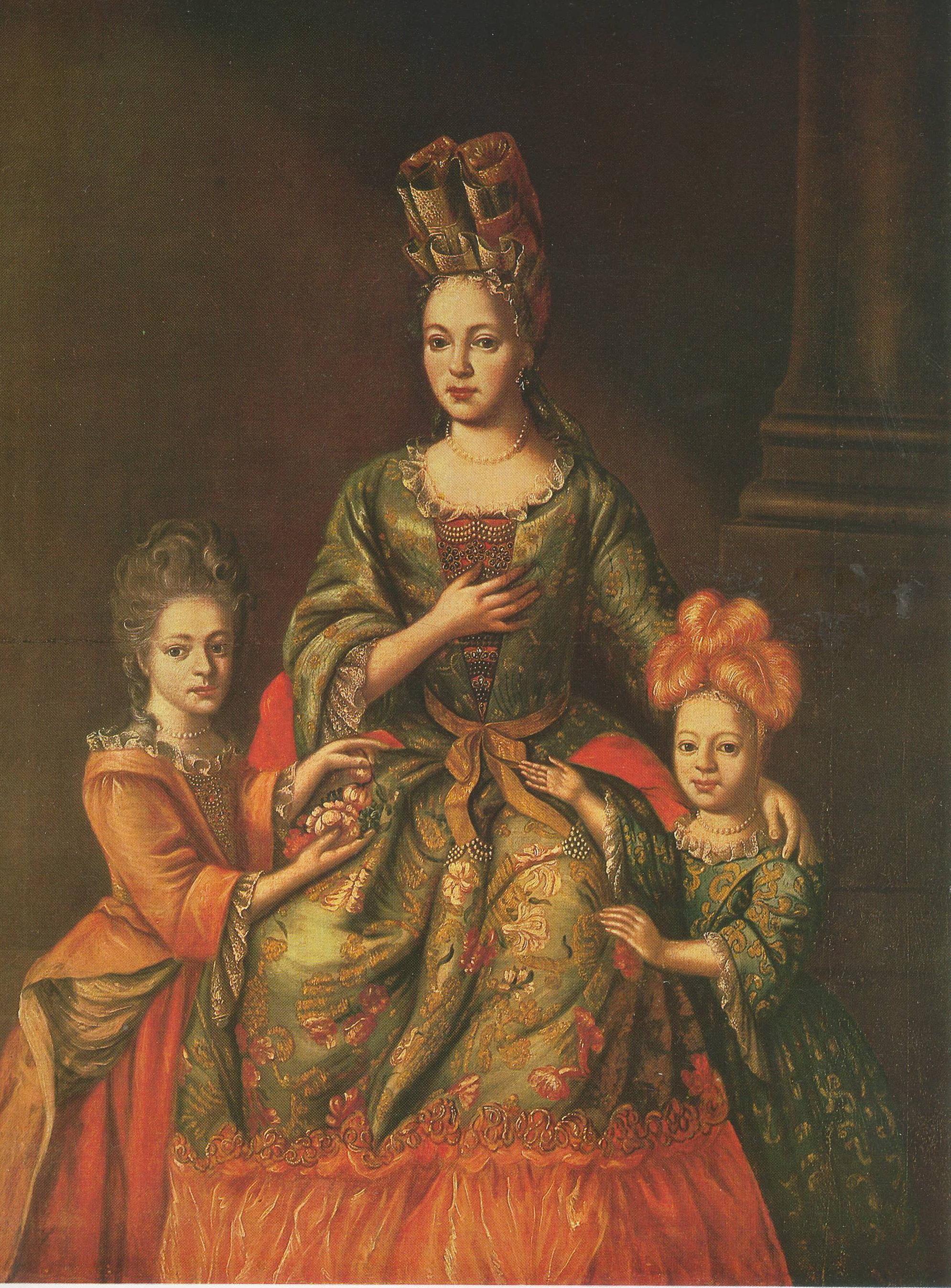
Anastasia Naryshkina e figli

### Secondo Matrimonio
Sposò in seconde nozze la principessa Anastasija Jakovlevna Myšeckaja (1680-1722). Ebbero nove figli:
- Aleksandr Kirillovič (morto durante l'infanzia);
- Tat'jana Kirillovna (1704-1757), sposò Michail Michajlovič Golicyn, ebbero otto figli;
- Evdokija Kirillovna (1707-1779);
- Dar'ja Kirillovna (1709-1730), sposò Ivan L'vovič Naryškin;
- Semën Kirillovič (1710-1775);
- Pëtr Kirillovič (1713-1770), sposò Evdokija Michajlovna Gotočeva, nonno di Michail Michajlovič Naryškin, Konstantin Pavlovič Naryškin e del senatore Pëtr Petrovič Naryškin;
- Ivan Kirillovič;
- Sof'ja Kirillovna (?-1737), sposò Sergej Grigor'evič Stroganov;
- Natal'ja Kirillovna (1716-1770).

## Morte
Morì nel 1723.
| Controllo di autorità | VIAF (EN) 122144782957358216937 · CERL cnp02132088 · GND (DE) 107774319X |